# Johan Daniel Burenstam
Johan Daniel (Janne) Burenstam, född 5 april 1781 på Stjärnsund, död 25 juni 1873 på Tjälvesta, var en svensk militär och godsägare.

## Biografi
Johan Daniel Burenstam var son till brukspatronen Olof Burenstam (1752-1821) och Carolina Camitz (1757–1835) som var dotter till brukspatronen Johan Johansson Camitz (1720-1779). Han var från 1810 gift med Mariana Beata (Marianne) von Rosen (1791-1875) som var dotter till landshövdingen Gustaf Fredrik von Rosen (1758–1815). Paret fick åtta barn, däribland generalmajoren Gustaf Fredrik Olof (Fritz) Burenstam (1812-1901), kaptenen Axel Adolf Burenstam (1816-1889) och diplomaten Carl Johan Reinhold Burenstam (1829-1907). Han var bror till generalmajoren Fredric Burenstam (1782-1828) och brukspatronen Hedvig Åkerhielm (1783-1863).
Burenstam blev student vid Uppsala universitet 1796 och volontär vid livregementets husarer. Han blev kornett 1796 och löjtnant 1800 samt ryttmästare 1804. Burenstam var stabsadjutant hos kung Gustaf IV Adolf 1807 och blev major 1808. Han erhöll överstelöjtnants avsked 1812. 
Burenstam blev riddare av Svärdsorden 1807. Burenstam blev adjutant till general Gustaf Mauritz Armfelt, då denne av kung Gustaf IV Adolf sändes i ett enskilt uppdrag till österrikiska armén 1805. General Armfelt, som stannade kvar i Olmütz skickade med Burenstam depescher och brev till den österrikiske befälhavaren kejsare Frans II. Genom sina många besök vid fronten kom han att bevittna det stora slaget vid Austerlitz 1805. Han var därefter adjutant hos generalerna Löwenhielm, von Morian och von Essen. Som godsägare står han som ägare till Skyllbergs herrgård  (Långstorp, Hyttehammar) i Kumla härad 1821-1873 och Tjälvesta herrgård i Sundbo härad 1821-1873.